# Harifian
Het Harifian is een gespecialiseerde regionale culturele ontwikkeling tijdens het epipaleolithicum van de Sinaï en de Negev-woestijn. De cultuur dateert tussen ongeveer 8.800 en 8.000 v.Chr. en komt overeen met de laatste stadia van de Natufische cultuur.
Net als het Natufian wordt het Harifian gekenmerkt door semi-ondergrondse huizen. Deze zijn vaak uitgebreider dan die op Natufische sites.
Onder de stenen werktuigen worden nu ook pijlpunten gevonden, kenmerkend voor de industrie. Bar-Yosef ziet de microlithische Harif-punt als een indicatie van verbeterde jachttechnieken. Lunaten, gelijkbenige en andere driehoekige vormen werden geretoucheerd, en er zijn enkele Helwan-lunaten gevonden. De industrie staat in contrast met het Desert Natufian, dat niet de ongeveer driehoekige punten in zijn werktuigset had.
Er zijn twee hoofdgroepen van Harifian-sites. De ene groep bestaat uit kortstondige basiskampen in het noorden van de Sinaï en de westelijke Negev, waar pijlpunten tot 88% van alle microlieten uitmaken, vergezeld van slechts een paar lunaten en driehoeken. De andere groep bestaat uit basiskampen en kleinere kampementen in de Negev en heeft een groter aantal lunaten en driehoeken dan punten. Deze sites vertegenwoordigen waarschijnlijk eerder functionele dan chronologische verschillen. De aanwezigheid van Khiam-punten op sommige sites geeft aan dat er communicatie was met andere gebieden in de Levant.
Het Harifian toont nauwe banden met de laat-epipaleolithische culturen van de Egyptische Oostelijke Woestijn en het Qarunien in de Fajoem, waarvan de samenstelling van de gereedschappen lijken op die van het Harifian.
Volgens Juris Zarins zou een overname van  dierlijke domesticatie-elementen van het  Prekeramisch Neolithicum B hebben geleid tot een Circum-Arabian Nomadic Pastoral Complex, een groep culturen die het nomadische pastoralisme zouden hebben uitgevonden en mogelijk de Proto-Semitische talen door de hele regio verspreidden.